# Marquesat de Pallars
El marquesat de Pallars és un títol nobiliari atorgat en 1491 pel rei Ferran II d'Aragó a favor de Joan Ramon Folc de Cardona, duc de Cardona, comte de Pallars Sobirà i comte de Prades, a més de Gran Conestable i Lloctinent d'Aragó.
El Marquesat de Pallars es va crear en permuta del Comtat de Pallars Sobirà, títol sorgit al segle X com a part de la Marca Hispànica de l'Imperi Carolingi. L'últim comte de Pallars Sobirà va ser el mateix duc de Cardona, el títol del qual va ser elevat a marquès de Pallars. A partir de 1670, el títol va passar de la casa de Cardona a la casa de Medinaceli, on ha romàs fins a l'actualitat. En l'actualitat, el títol es troba vacant després de la defunció en 2013 de l'últim titular, Victoria Eugenia Fernández de Còrdova i Fernández de Henestrosa (1917-2013), XIX marquesa de Pallars i XVIII duquessa de Medinaceli.

## Marquesos de Pallars
| Titular                                                             | Període                                                             |                                                                     |
| Comtat de Pallars Sobirà, creat al segle X en la Marca Hispànica.   | Comtat de Pallars Sobirà, creat al segle X en la Marca Hispànica.   | Comtat de Pallars Sobirà, creat al segle X en la Marca Hispànica.   |
| Creat com a Marquesat en 1491 pel rei Ferran II d'Aragó, el Catòlic | Creat com a Marquesat en 1491 pel rei Ferran II d'Aragó, el Catòlic | Creat com a Marquesat en 1491 pel rei Ferran II d'Aragó, el Catòlic |
| ------------------------------------------------------------------- | ------------------------------------------------------------------- | ------------------------------------------------------------------- |
| I                                                                   | Joan Ramon Folc de Cardona                                          | 1491-1513                                                           |
| II                                                                  | Ferran Joan Ramon de Cardona                                        | 1513-1543                                                           |
| III                                                                 | Joana de Cardona i Manrique de Lara                                 | 1543-1564                                                           |
| IV                                                                  | Francesc d'Aragó i de Cardona                                       | 1564-1575                                                           |
| V                                                                   | Joana d'Aragó i de Cardona                                          | 1575-1608                                                           |
| VI                                                                  | Enric d'Aragó-Cardona-Córdoba i Enríquez de Cabrera                 | 1608-1640                                                           |
| VII                                                                 | Lluís Ramon d'Aragó-Cardona-Córdoba i Fernández de Córdoba          | 1640-1670                                                           |
| VIII                                                                | Joaquim d'Aragó-Cardona-Córdoba i de Benavides                      | 1670                                                                |
| IX                                                                  | Pere Antoni d'Aragó-Cardona-Córdoba i Fernández de Córdoba          | 1670                                                                |
| X                                                                   | Caterina d'Aragó-Cardona-Córdoba i de Sandoval-Rojas                | 1670-1697                                                           |
| XI                                                                  | Luis Francisco de la Cerda y Aragón                                 | 1697-1711                                                           |
| XII                                                                 | Nicolás Fernández de Córdoba y de la Cerda                          | 1711-1739                                                           |
| XIII                                                                | Luis Antonio Fernández de Córdoba y Spínola                         | 1739-1768                                                           |
| XIV                                                                 | Pedro de Alcántara Fernández de Córdoba y Moncada                   | 1768-1789                                                           |
| XV                                                                  | Luis María Fernández de Córdoba y Gonzaga                           | 1789-1806                                                           |
| XVI                                                                 | Luis Joaquín Fernández de Córdoba y Benavides                       | 1806-1840                                                           |
| XVII                                                                | Luis Tomás Fernández de Córdoba y Ponce de León                     | 1840-1873                                                           |
| XVIII                                                               | Luis María Fernández de Córdoba y Pérez de Barradas                 | 1873-1879                                                           |
| XIX                                                                 | Luis Jesús Fernández de Córdoba y Salabert                          | 1880-1956                                                           |
| XX                                                                  | Victoria Eugenia Fernández de Córdoba y Fernández de Henestrosa     | 1956-2013                                                           |
| Vacant per defunció des de 2013                                     |                                                                     |                                                                     |

## Història dels marquesos de Pallars
- Joan Folc de Cardona (1446-1513), I marquès de Pallars, comte de Cardona, elevat en 1491 a I duc de Cardona, VI comte de Prada de Conflent, vescomte de Vilamur, baró d'Entença. Gran Condestable i Lloctinent d'Aragó.

1. Es va casar, en 1467, amb Aldonça Enríquez, germana de Joana Enríquez i tia de Ferran el Catòlic. D'aquest matrimoni van néixer deu fills.

- Ferran Folc de Cardona (†1543), II marquès de Pallars, II duc de Cardona.
- Joana Folc de Cardona i Manrique (1504-1564), III marquesa de Pallars, III duquessa de Cardona.
- Francesc d'Aragó Folc de Cardona "Francesc Ramon Folc de Cardona" (1539-1575), IV marquès de Pallars, IV duc de Cardona, III duc de Sogorb.
- Joana d'Aragó Folc de Cardona "Joana Folc de Cardona" (†1608), V marquesa de Pallars, V duquessa de Cardona, IV duquessa de Sogorb.

Li va succeir, en 1608, el seu net (fill del seu fill Luis Ramón d'Aragó, X comte de Prada de Conflent, 1568-1596):
- Enrique d'Aragó Folc de Cardona i Còrdova (1588-1640), VI marquès de Pallars, VI duc de Cardona, V duc de Sogorb. Virrei de Catalunya.
- Lluis Ramon d'Aragó Folc de Cardona i Còrdova (1608-1670), VII marquès de Pallars, VII duc de Cardona, VI duc de Sogorb.

Li va succeir, en 1670, el seu fill:
- Joaquim d'Aragó Cardona Còrdova (1667-1670), VIII marquès de Pallars, VIII duc de Cardona, VII duc de Sogorb.

A la seva defunció, en 1670, es va donar un plet entre el seu oncle, Pere Antoni Ramon Folc de Cardona (1611-1690) -germà del VII marquès-, qui no desitjava que els títols de la Casa de Cardona passessin a un altre llinatge, i d'altra banda la germana del mort, Catalina Antònia d'Aragó Folc de Cardona i Còrdova, qui finalment va guanyar el plet, passant els títols a la Casa de Medinaceli. No obstant l'anterior, Pedro Antonio Foch de Cardona és considerat per la Casa de Medinaceli, com el IX marquès de Pallars.
Per tant, li va succeir, en 1670, la seva germana:
- Catalina Antònia d'Aragó Folc de Cardona i Còrdova (1635-1697), X marquesa de Pallars, IX duquessa de Cardona, VIII duquessa de Sogorb.

1. Es va casar amb Juan Francisco de la Truja Enríquez de Ribera (1637-1691), de la Casa de Medinaceli. VIII duc de Medinaceli, VI duc d'Alcalá dels Gazules, etc.

Li va succeir, en 1697, el seu fill:
- Luis Francisco de la Truja i Aragó (1660-1711), XI marquès de Pallars, IX duc de Medinaceli, X duc de Cardona, etc.

Li va succeir, en 1711, el seu nebot (fill de la seva germana Feliche María de la Truja i Aragó i del seu espòs Luis Fernández de Còrdova i Fernández de Còrdova, VII duc de Fira i VII marquès de Priego.
- Nicolás Fernández de Còrdova i de la Cerda (1682-1739), XII marquès de Pallars, X duc de Medinaceli, XI duc de Cardona, IX duc de Fira, etc.

Li va succeir, en 1739, el seu fill:
- Luis Antonio Fernández de Còrdova i Spínola (1704-1768), XIII marquès de Pallars, XI duc de Medinaceli, XII duc de Cardona, X duc de Fira, etc.

1. Va casar en 1722 amb María Teresa de Montcada i Benavides que, en 1727, es convertiria, per mort del seu pare, en la VII duquessa de Camiña, VII marquesa de Aytona, i XI comtessa de Medellín.

- Pedro d'Alcántara Fernández de Còrdova i Montcada (1730-1789), XIV marquès de Pallars, XII duc de Medinaceli, XIII duc de Cardona, XI duc de Fira, VIII duc de Camiña, etc. (34 títols en total).

1. Va casar amb María Francisca Gonzaga di Castiglione, filla de Francesco Gonzaga, I duc de Solferino, amb qui va tenir tres fills.
2. Va casar en segones nupcias amb María Petronila Pimentel Cernesio i Guzmán, VIII marquesa de Malpica, VII marquesa de Mancera, VIII marquesa de Povar, V marquesa de Montalvo, comtessa de Gondomar, amb qui va tenir set fills.

- Luis-Tomás Fernández de Còrdova-Figueroa (1749-1806), XV marquès de Pallars, XIII duc de Medinaceli, etc.

Li va succeir, en 1806, el seu fill:
- Luis-Joaquín Fernández de Còrdova-Figueroa (1780-1840), XVI marquès de Pallars, XIV duc de Medinaceli, etc.

Li va succeir, en 1840, el seu fill:
- Luis (Tomás de Villanueva) Fernández de Còrdova-Figueroa i Ponce de León (1813-1873), XVII marquès de Pallars, XVI duc de Medinaceli, etc.
- Luis (María de Constantinoble) Fernández de Còrdova-Figueroa de la Truja i Pérez de Barradas (1851-1879), XVIII marquès de Pallars, XVI duc de Medinaceli, etc.
- Luis-Jesús Fernández de Còrdova i Salabert (1879-1956), XIX marquès de Pallars, XVII duc de Medinaceli, etc.

Li va succeir, en 1956, la seva filla:
- Victoria Eugenia Fernández de Còrdova i Fernández de Henestrosa (1917-2013), XX marquesa de Pallars, XVIII duquessa de Medinaceli, etc. (en total: nou ducats, dinou marquesats, dinou comtats, quatre vizcondados, catorze vegades Gran d'Espanya, i Avançada Major d'Andalusia... Veure llista completa aquí).
- Títol vacant després de la defunció en 2013 de l'últim titular.